# Fensterstock Hias
Der Fensterstock Hias oder Fensterstockhias ist ein altbayerisches Volkslied. Es ist eine authentische Geschichte über das Fensterln.
Eine der bekanntesten Interpretationen stammt von Fredl Fesl, dem dieses Volkslied deshalb auch häufig fälschlicherweise zugeschrieben wird.

## Geschichte
Zur Herkunft des Liedes bestehen verschiedene Angaben. Der Germanist Otto Maußer glaubte, das Lied aufgrund mündlicher Überlieferungen im Berchtesgadener Land verorten zu können. Dem widersprach Rudolf Klotz, der das Lied in den 1880er Jahren kennengelernt hatte und sich auf Gewährsleute hauptsächlich aus dem Isarwinkel stützen konnte. Die Herausgeber des Leibhaftigen Liederbuchs verweisen auf frühere Aufzeichnungen des Liedes durch Karl von Leoprechting 1855 im Lechrain, Vinzenz Maria Süß 1865 in Salzburg sowie von Anton Schlossar. Ihren Angaben zufolge soll das Lied auf eine wahre Begebenheit im Weiler Weinfurt bei Waldering (Tittmoning) zurückgehen, wo das Lied 1810–20 entstanden sein soll. Nachweisbar ist der Text auch im 2. Teil des handschriftlichen Stubenberger Gesängerbuchs, das auf die Jahre 1796–1815 datiert wird. Das Lied wird häufig dem Salzburger Volkssänger Ferdinand Joly (1765–1823) zugeschrieben, was sich jedoch nicht belegen lässt. Die älteste bekannte Aufzeichnung der Melodie stammt 1837 von Thomas Berger in einer Tanzliederhandschrift aus Inzing/Wiesmühl (heute Stadt Tittmoning). Fenstastock Hias ist eine der bekanntesten Liedgeschichten Oberbayerns.

## Text
Der Ich-Erzähler erhält einen Brief von seiner Geliebten, in dem diese ihn indirekt zum Fensterln auffordert. Er begibt sich sofort zu ihr, muss jedoch feststellen, dass die Bauersleute noch wach sind. Dennoch macht er sich an ihrem Fenster bemerkbar und wird eingelassen. Doch der Bauer hat Verdacht geschöpft und steht schon nach kurzer Zeit mit einem Ochsenziemer in der Hand im Zimmer. Beim Versuch, durch das Fenster zu flüchten, bleibt der Ich-Erzähler im Fensterstock hängen und stürzt mitsamt diesem hinunter. Der Bauer fordert vehement seinen Fensterstock zurück, den der Ich-Erzähler nicht gebrauchen kann, während er dem Bauern fehlt. Doch der Ich-Erzähler steckt im Fensterstock fest und kann sich erst zu Hause mit Hilfe von Werkzeug daraus befreien.

### Auszug
1.

Znagst hat mir mei Deandl a Briaferl zuagschriebn:

warum i denn bei der Nacht gar nimmer kimm?

San d’Stiefelsohln hin,

dass i gar nimmer kimm?

Holla riadei, diriadei, dijo!
Übersetzung: Neulich hat mir mein Mädchen einen Brief geschrieben, warum ich denn nachts überhaupt nicht mehr komme. Sind die Stiefelsohlen kaputt, weil ich gar nicht mehr komme? …
2.

Hab’s Briaferl aufgmacht, hat mir’s Herz im Leib glacht.

Na bin i glei furt bei der stockfinstern Nacht,

bei der stockfinstern Nacht,

dass d’Kniascheibn habn kracht.

Holla riadei, diriadei, dijo!
Übersetzung: Ich hab den Brief geöffnet, da hat mein Herz im Leibe gelacht. Dann bin ich gleich weg in der stockfinsteren Nacht, in der stockfinsteren Nacht, dass mir die Kniescheiben gekracht haben. …

## Text der alternativen Kurzvariante
1.

Ja wos is den do drin ?- Ja wos schaugt den do naus?

a kloas Drepfal Bia, und des sauf i etz aus!

ja des sauf i etz aus,

dann schaugts nimma naus!

Holla riaddai, di holla di diho

## Moderne Variante
Da Huawa, da Meier und I haben im Jahr 2010 eine moderne Variante vom Fensterstockhias herausgebracht. Ein kleiner Textauszug daraus:

Znagst hod mia mei Diandl a E-Mail zuagschriem

Warum i gor nimma im Chatroom drin bin

Is d Standleitung hin

Dass i gor nimma kimm?

Hollariadaidehollaradiho
Übersetzung: Neulich hat mir mein Mädchen ein E-Mail geschrieben, warum ich nicht mehr im Chatraum bin. Ist die Standleitung kaputt, dass ich gar nicht mehr komme? …
Hobs E-Mail aufgmocht, hod mas Herz im Leib glocht

Und hob mi glei eingloggt, in da stockfinstan Nocht

Bei da stockfinstan Nocht

De Tastatur krocht.

Hollariadaidehollaradiho
Übersetzung: Ich hab die E-Mail aufgemacht, da hat mein Herz im Leib gelacht und ich hab mich gleich eingeloggt, in der stockfinsteren Nacht, in der stockfinsteren Nacht. Die Tastatur kracht. …

## Publikationen
- Egon M. Binder: Liebe auf Bairisch. Morsak, Grafenau 1984, ISBN 3-87553-226-0, S. 98–101.
- Karl-Heinz Reimeier: Wetzstoa. Mundartlieder aus Altbayern. Morsak, Grafenau 1995, ISBN 3-87553-468-9, S. 249–251.
- Christoph Well (Hrsg.): Klampfn-Toni: eine Sammlung bairischer Lieder und Gstanzl, Moritaten, Couplets, Wirtshaus- und Wildschützenlieder. Max Hieber, München 1996, ISBN 3-920456-20-3, S. 100 f.

## Tonträger
- Da Huawa, da Meier und I: Fensterstockhias/Mr. Big69. Südpolrecords, 2010 (Album Vogelfrei)
- Fredl Fesl: Fensterstock Hias im Album Die Erste